# نور الإسلام الفاروقي
نور الإسلام بن جمشيد علي الفاروقي هو عالم إسلامي بنغالي، ورجل أعمال وسياسي وواعظ. قُتل على يد مهاجمين مجهولين في عام 2014.

## خلفية
كان نور الإسلام فاروقي يقدم البرامج الدينية على القناة الأولى البنغالية، وكان عضوًا في هيئة الرئاسة وأمينًا للشؤون الدولية في جماعة أهل السنة والجماعة، وعضوًا في رئاسة جبهة بنغلاديش الإسلامية، وبمثابة مستشار لعدة مجموعات إسلامية.
كما كان يمتلك شركة للحج والسياحة.

## وفاته
في 25 أغسطس 2014 قُتل فاروقي على يد من 8 إلى 10 مهاجمين مجهولين في مكتبه، وقال شهود أن امرأة في الأربعينيات من عمرها جاءت إلى منزله قبل الحادثة وكانت متوترة وتصرفت بشكل غريب أثناء إقامتها لمدة ساعتين في منزل فاوقي، وادعت عائلته أن مجموعة من الشباب جاءوا إلى المنزل وقالوا أنهم يريدون الذهاب لأداء مناسك الحج وقتلوه.